# Zifivax
El ZF2001, denominat comercialment Zifivax o RBD-Dimer, és una vacuna contra la COVID-19 de subunitats proteiques adjuvantada, desenvolupada per Anhui Zhifei Longcom en col·laboració amb l'Institut de Microbiologia de l'Acadèmia Xinesa de Ciències.
Si els assaigs tenen èxit, la companyia té previst fer 300 milions de dosis de vacuna cada any.
ZF2001 utilitza tecnologia similar a altres vacunes basades en proteïnes en assaigs de fase III de Novavax, Centre Estatal de Recerca en Virologia i Biotecnologia VECTOR i Medicago.

## Assajos
De fase II amb 900 participants: Intervencional; aleatoritzat, de doble cec i controlat per placebo. Chongqing, Jun 2020 – Set 2021.
De fase III amb 29.000 participants: 
Aleatoritzat, doble cec, controlat amb placebo. A la Xina, Equador, Indonèsia, Malàisia, Pakistan, Uzbekistan.
Des 2020 – Abr 2022.

## Autoritzacions
Autorització plena
     Autorització d'emergència
     Permesa per viatges
Emergència (5)
1. Colòmbia[9]
2. Indonèsia[10]
3. Pakistan[11]
4. Uzbekistan[12][13]
5. Xina[14]

## Administració
En 3 dosis separades per 30 dies.